# Plutodes pallidior
Plutodes pallidior är en fjärilsart som beskrevs av W. Warren 1907. Plutodes pallidior ingår i släktet Plutodes och familjen mätare. Inga underarter finns listade i Catalogue of Life.